# Alexandre Du Mège
Louis Charles André Alexandre Du Mège, scritto anche Dumège (L'Aia, 5 dicembre 1780 – Tolosa, 6 giugno 1862), è stato un archeologo e storico francese.

## Biografia
Eredita dal padre, un attore trasferitosi a Tolosa nel 1786 da L'Aia, di una collezione di antichità e della passione per la numismatica e l'archeologia. Non avendo intrapreso studi classici, da autodidatta si getta nello studio del latino, del greco antico e dell'ebraico; i suoi studi sono infatti impossibilitati dalla chiusura di buon numero di collegi a Tolosa sin dal 1789, anno della Rivoluzione francese. In gioventù, percorre la regione ed i Pirenei alla ricerca di sculture, altari e rovine. 
Allo ristabilimento dell'Académie des inscriptions et belles-lettres nel 1807, Alexandre Du Mège vi entra in qualità di socio ordinario e diviene contemporaneamente membro corrispondente dell'Accademia celtica di Parigi. Il padre aveva interrotto la sua carriera l'anno precedente, lasciando la famiglia in difficoltà economiche.
Nel 1814, il sindaco di Tolosa gli affida la difesa della città, seguendo le direttive del maresciallo Soult, ma il suo piano bellico è fortemente criticato e finalmente bocciato dagli ufficiali del Genio; Du Mège gliene serberà rancore per molti anni. 
Dietro incarico del Prefetto, in una serie di memorie indirizzate a Parigi, Du Mège descrive le antichità del dipartimento dell'Alta Garonna e si adopera per far entrare nel museo cittadino un buon numero di opere medievali, provenienti in particolare dal chiostro della Daurade e della cattedrale di Santo Stefano. Du Mège sogna di ricreare a Tolosa, nel chiostro degli Agostiniani, l'equivalente meridionale del Musée des monuments français fondato nel 1879 da Viollet-le-Duc a Parigi: si adopera per far ricoscruire antichi sepolcri e descrive in modo quanto meno contraddittorio le opere nei cataloghi che pubblica. Du Mège ignora fino a disdegnare la verità storica scaturita dalle prove archeologiche, ma centra la sua passione sulla preservazione e il collezionismo di opere antiche. Immaginerà, nel 1852, una decorazione neogotica per le cripte della basilica di Saint-Sernin priva di qualsiasi fondamento scientifico, che verrà poi distrutta negli anni 1960 col restauro della basilica.
È cofondatore, nel 1831 della Société archéologique du Midi de la France. Ha 50 anni ed è conservatore delle antichità e delle sculture medievali del Museo des Augustins. Corrispondente dell'Académie des inscriptions et belles-lettres, segue la nascita delle collezioni archeologiche della città di Tolosa.
Il 21 dicembre 1837 divenne socio dell'Accademia delle scienze di Torino.
Fra il 1840 ed il 1846, Alexandre Du Mège continua l'opera dei benedettini Devic e Vaissète, pubblicando una nuova edizione de l'Histoire générale de Languedoc, la quale è generalmente considerata poco affidabile. Dal 1836 alla sua morte, è membro dei Consistori de Tolosa.

## L'Affairedel falso di Nérac

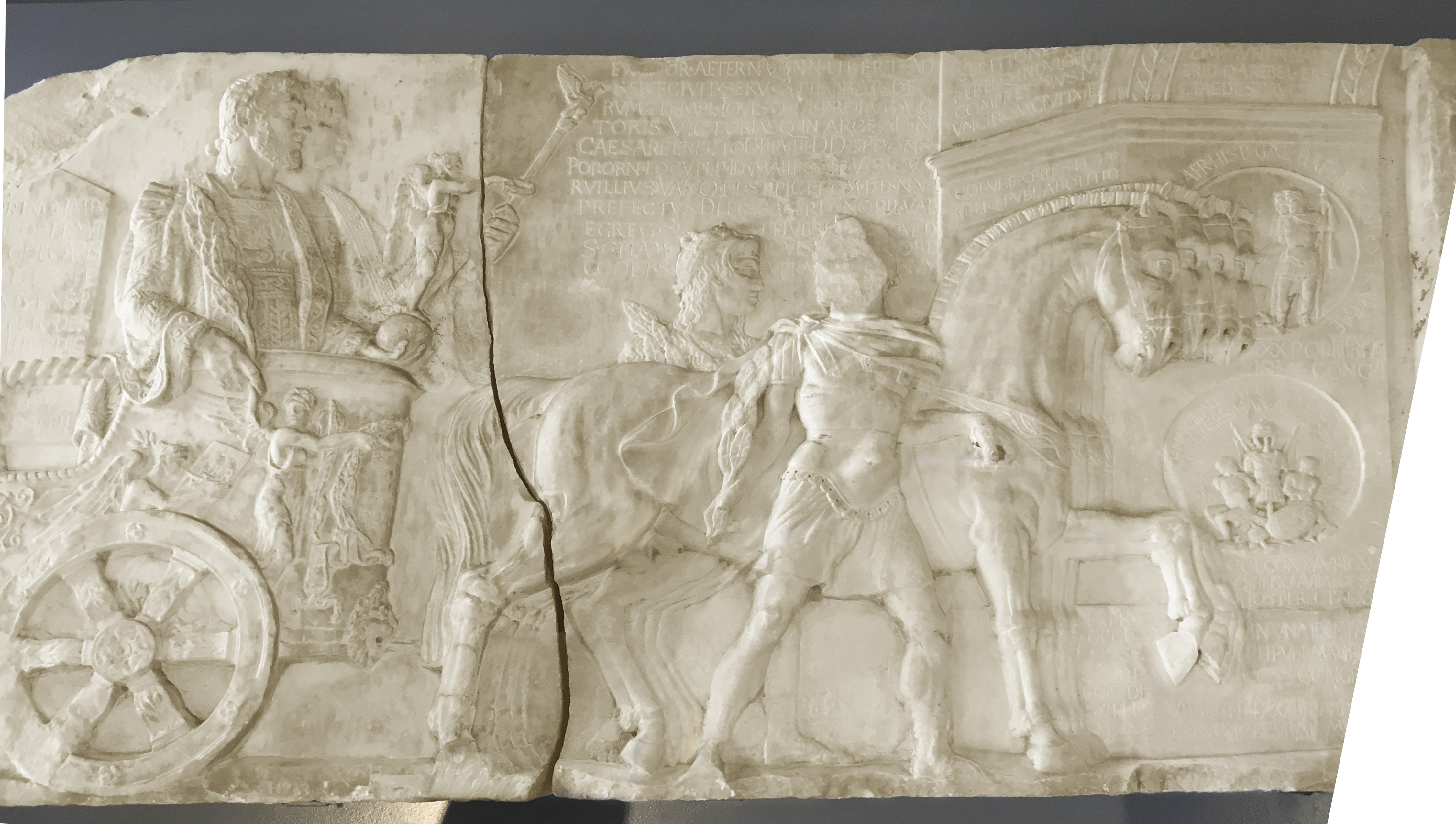
Il "falso" di Nérac: bassorilievo in marmo dei due imperatori Tetrico.

Un affare di falsi intacca notevolmente la credibilità professionale di Du Mège negli anni 1830.
Un bassorilievo in marmo rappresentante l'imperatore Tetrico I e suo figlio Tetrico II su una quadriga è scoperto nel 1832 a Nérac, nel Lot-et-Garonne. Proviene dalla villa gallo-romana di Garenne, scavata dallo scultore e falsario Maximilien Théodore Chrétin, dove altri bassorilievi ed iscrizioni relative agli imperatori Tetrico I e II erano state rinvenuti.
L'autenticità di questi reperti viene rapidamente messa in dubbio e in data 17 novembre 1834, l'Académie des inscriptions et belles-lettres dichiara false queste iscrizioni che attestavano, fra l'altro, l'esistenza di Néra, un'ipotetica sposa di Tetrico I.
In realtà, i bassorilievi erano stati realizzati da Chrétin, con la complicità di Du Mège. Lo stesso archeologo si attribuisce la paternità della scoperta in una nota negli atti della Société archéologique du Midi, prova della sua implicazione nella realizzazione dei falsi. Questo scandalo mise a rischio l'esistenza stessa della Société archéologique du Midi, che negli anni successivi ha occultato la complicità del suo segretario: nel 1841, 1865, 1889 e fino al 1940 viene riaffermato che la scultura della quadriga conservata al museo Saint-Raymond è un'opera autentica datante dell'epoca romana e che solo le iscrizioni erano state aggiunte da Chrétin. Lo studioso Hubert Delpont distrugge questa difesa in una pubblicazione del 2006, dimostrando inequivocabilmente la complicità del Du Mège.

## Opere
- Monumens religieux des Volces Tectosages, des Garumni et des Convenae, ou Fragmens de l'Archaeologie pyrénéenne, Recherches sur les Antiquités du département de la Haute-Garonne, Tolosa, Bénichet cadet, 1814.
- Archeologie pyrénéenne, antiquités religieuses historiques, militaires, artistiques… d'une portion de la Narbonnaise et de l'Aquitaine nommée plus tard Novempopulanie, Tolosa, Delboy, 1858.
- Biographie toulousaine ou dictionnaire historique des personnages qui par des vertus, des talens, des écrits, de grandes actions, des fondations utiles, des opinions singulières, des erreurs, etc, se sont rendus célèbres dans la ville de Toulouse, ou qui ont contribué à son illustration, Paris, Michaud, 1823.
- Description du Musée des antiques de Toulouse par M. Alexandre Du Mège, Tolosa, Impr. Jean-Matthieu Douladoure, 1835.
- Statistique générale des départemens pyrénéens, ou des provinces de Guienne et de Languedoc, Parigi, Treuttel & Wurtz, 1828-1829.
- Histoire des institutions religieuses, politiques, judiciaires et littéraires de la ville de Toulouse, Tolosa, L. Chapelle, 1844-1846
- Précis historique de la bataille de Toulouse livrée le 10 avril 1814, entre l'armée française commandée par le maréchal Soult, duc de Dalmatie et l'armee alliée, sous les ordres de lord Wellington, Tolosa, Delboy, 1852.